# الحمراء (فلسطين)

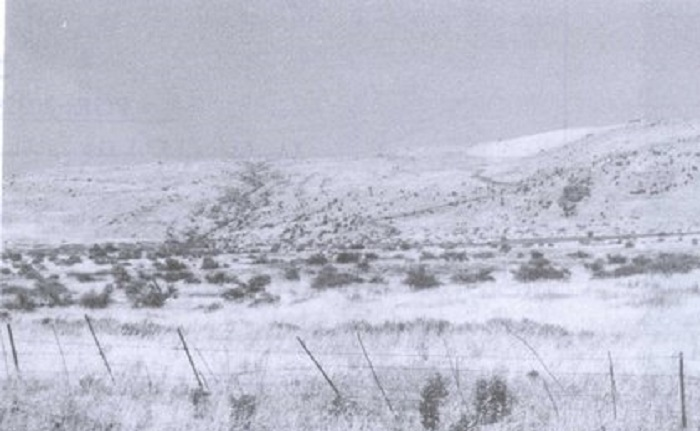
منظر عام للقرية

الحمراء كانت قرية فلسطينية تبعد 24 كيلومتر شمال شرق مدينة صفد.
كانت القرية، المصنّفة مزرعةً في (معجم فلسطين الجغرافي المفهرس)، تقع على السفوح الدنيا لمرتفعات الجولان، وكانت تشرف على سهل الحولة من الجهات كلها، باستثناء الشرق، وتواجه قرية المفتخرة التي تبعد عنها نحو كيلومتر إلى الشمال الغربي، وكان وادي الدفيلة الذي تنحدر مياه مرتفعات الجولان إليه يمتد بين القريتين على محور شمالي شرقي-جنوبي غربي، وينعطف انعطافاً حاداً صوب الجنوب، في الأسفل من قرية المفتخرة.

## إحتلال القرية وتطهيرها عرقياً
تزعم تقارير الاستخبارات العسكرية الإسرائيلية أن سكان الحمراء فروا في 1 أيار/مايو 1948، خوفاً من هجوم القوات الصهيونية، وكان سكان خيام الوليد وغرابة (1 كلم جنوبي شرقي الحمراء، و3 كلم جنوبي الحمراء على التوالي) غادروا ديارهم في اليوم نفسه، وقد احتلت الحمراء في سياق عملية يفتاح. ولا ذكر للوجهة التي اتخذها السكان، ولا لمصير القرية النهائي.

## القرية اليوم
الموقع كله مسيج، ويستخدم مرعى للبقر، ولا يزال منزلان مبنيان بالحجارة من غير ملاط ماثلين للعيان كما أن بقايا بعض الحيطان المبنية بالحجر البازلتي الأسود لا تزال مرئية.

## المستوطنات الصهيونية على اراضي القرية
تقع مستعمرة شامير، التي أُنشئت في سنة 1944، على بعد كيلومترين شمالي شرقي الموقع، لكنها ليست على أراضي القرية.

## وصلات خارجية
- الحمراء ترحب بكم